# Fionia Bank
Fionia Bank A/S (tidligere Amtssparekassen Fyn) var et regionalt pengeinstitut, der efter økonomisk rod i 2009 blev overtaget af Nordea. Navnet Fionia refererer til den latinske betegnelse for Fyn.

## Før krisen
Med en markedsandel på ti procent var Fionia Bank landets tiendestørste pengeinstitut. Koncernen havde 550 medarbejdere, ca. 84.000 privatkunder og 7.000 erhvervskunder fordelt på 37 afdelinger på Fyn, i Trekantområdet og København. Banken forventede i 2006 et årsresultat på 400 millioner kroner før skat.

## Krisen
Fionia Bank var blandt de danske banker, der blev hårdest ramt af den økonomiske krise i 2008-2012, hvilket bl.a. skyldes nedturen på ejendomsmarkedet og en lemfældig kreditpolitik.
Bankens omfattende problemer gjorde det nødvendigt, at der blev tilført ny kapital. Da det viste sig at være umuligt at skaffe andre steder fra, indskød Finansiel Stabilitet i starten af 2009 en milliard kroner for at redde banken.

## Nordea overtager
Efter i et halvt år at have prøvet at få banken op og stå igen blev det den 31. august 2009 afgjort, at Nordea købte størstedelen af banken for 900 millioner kroner. Den resterende del af banken, ca. 2.000 særligt risikobehæftede erhvervskunder, der har et samlet udlån på 10 milliarder kroner, overgik til Nova Bank Fyn (Finansiel Stabilitet).